# Tatort: Erntedank e. V.
Erntedank e. V. ist ein Fernsehfilm aus der Kriminalreihe Tatort der ARD und des ORF. Der Film wurde vom Norddeutschen Rundfunk produziert und am 30. März 2008 erstmals ausgestrahlt. Es handelt sich um die Tatort-Folge 693. Für die von Maria Furtwängler gespielte Kriminalhauptkommissarin Charlotte Lindholm ist es ihr zwölfter Fall.

## Handlung
Kriminalhauptkommissarin Charlotte Lindholm vom LKA Hannover befindet sich im Mutterschaftsurlaub. Sie fühlt sich unterfordert und bittet ihren Chef Stefan Bitomsky, ihr eine halbe Stelle zu geben. Bitomsky meint, wie sie sich das vorstelle, ob sie sich dann um die „halben Leichen“ kümmern wolle und lehnt ab. Um sich geistig fit zu halten, beginnt Charlotte sich intensiv mit Hirnforschung zu beschäftigen und entwickelt besonderes Interesse für das Gebiet der menschlichen Erinnerung. Ihr treuer Freund und Mitbewohner Martin Felser, erfolgreicher Kriminalschriftsteller, hat eine Gartenparzelle im Gartenverein Erntedank e. V. gepachtet, und Charlotte begleitet ihn zusammen mit ihrem fünf Monate alten Sohn David dorthin. Als sie dort eintreffen, wird gerade die Leiche von Albrecht Leimen in einen Zinksarg gelegt. Charlottes Interesse ist schlagartig geweckt. Als sie sich einen Sonnenschirm ausleihen will, kommt ihr das Gespräch zweier Damen des Vereins, das sie nur fetzenweise mitbekommt, sonderbar vor. Als sie Fragen stellt, wird ihr erst einmal bereitwillig geantwortet. Da die Zeit von Halloween ist, ist es Charlotte nachts in ihrer Wohnung zu laut, sodass sie David nimmt und ins Haus im Schrebergarten flüchtet. Dabei macht sie eine interessante Entdeckung: Der Garten, in dem Albrecht Leimen zusammengebrochen ist, während er die Hecke schnitt, wird im Schein mehrerer Taschenlampen umgegraben. Charlotte gelingt es, eines Knochens habhaft zu werden, den sie im forensischen Labor untersuchen lässt. Es stellt sich heraus, dass es sich tatsächlich um einen menschlichen Knochen handelt. Rechtsmediziner Edgar Strelow, der einen Kollegen vertritt, teilt Charlotte aber auch mit, dass Albrecht Leimen eines natürlichen Todes gestorben sei – Herzinfarkt. Charlotte bemerkt leicht amüsiert, dass sie Edgar nicht gleichgültig ist. Später schenkt er ihr eine CD mit selbst aufgenommenen Songs, worunter sich auch der Titel You’re Beautiful befindet.
Besonders merkwürdig kommt Charlotte Helga Reimann vom Kleingartenverein vor. Martin meint, dass sie immer überall etwas vermuten müsse, selbst hinter einer harmlosen alten Frau, worauf Charlotte ihm entgegnet, dass auch die Nachbarin aus Rosemary’s Baby erst einmal ganz harmlos erschienen sei. Charlotte nimmt an, dass es sich bei der skelettierten Leiche um Helmut Zacher handelt. Zacher gehörte der Garten, in dem sie den Knochen gefunden hat. Wie ihr die Mitglieder des Gartenvereins übereinstimmend erzählten, sei dieser schon vor vielen Jahren nach Kanada ausgewandert. Sie sucht ein Gespräch mit Renate Zacher, der Frau des angeblich Ausgewanderten, das ihr aber nur bedingt weiterhilft. Renate Zacher bestätigt ihr, dass Helmut Zacher krankhaft eifersüchtig war, ihr damit das Leben zur Hölle gemacht hat und dass Renate große Angst hatte, dass er den Sohn Moritz nach Kanada verschleppen würde. Gleiches hatten die Kleingärtner Charlotte gegenüber schon geäußert. Anfangs ist bei dem Gespräch auch Renate Zachers Sohn Moritz anwesend, der von seiner Mutter aber weggeschickt wird.
Inzwischen wird Charlotte von ihrem Chef Bitomsky Frau Schmidt-Rohrbach an die Seite gestellt, mit der zusammen sie ermitteln soll. Die Kollegin verhält sich gegenüber Charlotte ziemlich feindselig und stutenbissig. Charlotte selbst will ihr Inkognito, sie hat sich im Schrebergartenverein als Psychologin ausgegeben, zunächst nicht preisgeben und weiter verdeckt ermitteln. Die Kommissarin sucht die Nähe von Andrea Klose-Sander, die ihr sehr schreckhaft und eingeschüchtert vorkommt. Charlotte vermutet, dass sie die gehetzt wirkende, labile Frau am ehesten dazu bringen kann, darüber zu sprechen, was die Mitglieder des Vereins Erntedank verbindet bzw. was sie so eifrig zu vertuschen suchen.
Derweil hat sich herausgestellt, dass es sich tatsächlich um die Leiche von Helmut Zacher handelt, nachdem weitere Skelettteile in der fraglichen Parzelle von Charlotte und Edgar Strelow ausgegraben worden sind. Dem Opfer wurden die Zähne fachmännisch entfernt, anhand derer man die Leiche schneller hätte identifizieren können. Der tote Albrecht Leimen war Zahnarzt, er wusste also um die Einmaligkeit eines Zahnprofils.
Auf einer Probe für das anstehende Erntedankfest, an dem Charlotte mitwirken will, versucht sie mit Andrea Klose-Sanders zu sprechen, was ihr Mann Jürgen aber geschickt zu unterbinden weiß. Nach Abschluss des Festes kommt Andrea selbst auf Charlotte zu und will sich ihr offenbaren, was aber durch einen Anruf von Martin, der sie dringend zu ihrem Sohn David ruft, zunichtegemacht wird. Die Frauen verabreden sich für den nächsten Morgen. Als Charlotte am anderen Tag in der Frühe im Gartenverein eintrifft, sieht sie zu ihrer Bestürzung, dass Andrea aufgespießt auf einer ihrer überdimensionalen Skulpturen liegt. Die Meute der Gartennachbarn steht vorm Zaun und gafft. Charlotte gibt ihr Inkognito auf und ermittelt jetzt offiziell.
Wie sich herausstellt, hat Albrecht Leimen ein Sparbuch über 200.000 DM auf Moritz Zacher angelegt. Das Geld stammt aus einem gemeinsamen Lottogewinn, den die Gartennachbarn als Lottogemeinschaft gewonnen hatten. Auf dem Schein stand der Name von Helmut Zacher, der plötzlich, wie sich später herausstellt, nicht mehr hatte teilen wollen. Charlotte bringt Moritz dazu, die Situation, die er als Kind erlebt hat, in sein Gedächtnis zurückzurufen. Sie versucht eine ähnliche Situation wie zu Moritz’ Kinderzeit zu schaffen und lässt zur Unterstützung auch das damals pausenlos gespielte Hildegard-Knef-Lied Für mich soll’s rote Rosen regnen wieder spielen. Tatsächlich erinnert Moritz sich, schreckt aber betroffen davor zurück, der Kommissarin zu erzählen, was ihn damals zutiefst verstört hat.
Nachdem die Gemeinschaft der Kleingärtner dem toten Albrecht Leimen alle Schuld in die Schuhe schieben will, will Charlotte den Fall, ermutigt durch das Studium, wie das menschliche Erinnerungsvermögen funktioniert, mit allen Beteiligten nachstellen. Bei der Rekapitulation des Geschehens stellt sich heraus, dass Zachers Frau Regina zwar den Spaten in der Hand hatte, nachdem ihr Mann gestürzt war, damit auch ausholte, ihn dann aber entsetzt fallen ließ und flüchtete. Helga Reimann hatte die Schaufel ergriffen und den wehrlos am Boden liegenden Helmut Zacher damit erschlagen. „Irgendjemand musste es doch tun“, meint sie dazu nur und ist auch noch empört, dass Regina ihr Kind einfach im Gartenverein zurückgelassen habe. Sie war es auch, die Andrea Klose-Sander, die sowieso mit den Nerven am Ende und äußerst schreckhaft war, mittels einer Halloween-Maske so zugesetzt hat, dass sie von ihrer Leiter abrutschte und sich auf einer ihrer riesigen Skulpturen aufspießte. Sie sah ihr dann mitleidslos beim Sterben zu. Zu ihrer Verteidigung führt Helga Reimann an, dass sie ja am Tod von Andrea nicht schuld sei, sie habe sie ja nur erschreckt.

## Hintergrundnotizen
Die Dreharbeiten fanden vom 5. Oktober bis 16. November 2007 in Hannover und Umgebung statt, wobei es eine Drehpause ab dem 19. Oktober bis zum 1. November gab. Die Idee für diese Tatort-Folge stammt von Maria Furtwängler selbst. Die Schauspielerin wollte ihre Figur der Charlotte Lindholm auch im Mutterschutz nicht völlig unbeschäftigt lassen und verfiel auf die Idee eines Undercover-Einsatzes. Die Schauspielerin Kathrin Ackermann, die im Film Charlottes Mutter spielt, ist im wahren Leben tatsächlich Maria Furtwänglers Mutter. Kathrin Ackermanns Einstieg ins Niedersachsen-Team erfolgte 2003 in der Folge Hexentanz, wo ihre Tochter in ihrem zweiten Fall ermittelte.
Renate Becker, die eine der Verdächtigen spielt, ist die Tochter von Helma Seitz. Helma Seitz war viele Jahre das „Rehbeinchen“ in der ZDF-Erfolgsserie Der Kommissar an der Seite von Erik Ode. Im Film sieht es zwar so aus, als sei es ein Schrebergartenverein, gedreht wurde die Folge jedoch in gleich vier verschiedenen Schrebergartenkolonien.
Hans Fromm, der in dieser Folge für die Kameraarbeit zuständig ist, ist für seine Arbeiten als Kameramann mehrfach preisgekrönt.
Da Psychologie und auch das menschliche Gedächtnis eine tragende Rolle in dieser Tatort-Folge spielen, hat Maria Furtwängler im Vorfeld mit dem befreundeten Hirnforscher Ernst Pöppel über die Subjektivität des Erinnerns gesprochen. Die Erinnerung eines Menschen an bestimmte Situationen kann im Kern ähnlich sein im Detail aber erheblich voneinander abweichen, da persönliche Befindlichkeiten einen großen Einfluss auf unser Erinnerungsvermögen haben.
Hannes Nygaard, der auf der nordfriesischen Halbinsel Nordstrand lebt, schreibt mit Vorliebe Kriminalromane mit Regionalbezug. Er nahm sich dieses Tatorts an und schrieb den Tatort Kriminalroman Erntedank (ohne e. V.) nach dem Drehbuch von Angelina Maccarone.

## Rezeption

### Einschaltquoten
Diese Tatort-Folge erzielte mit 9,07 Millionen Zuschauern einen neuen Quoten-Spitzenwert der Reihe im Jahr 2008. Der Marktanteil lag bei 26 Prozent.

### Kritik
Das Urteil von Kino.de fiel sehr positiv aus, man sah in der Folge „ein höchst kurzweiliges Krimivergnüngen, das übrigens auf einer Idee von Maria Furtwängler beruht.“ Die Kritik las sich folgendermaßen: „Dass dieser ‚Tatort‘ kein gewöhnlicher Film ist, verdeutlicht schon die Ausstattung: Für einen Sonntagskrimi, in dem ansonsten die gedeckten Farben dominieren, ist ‚Erntedank e. V.‘ rekordverdächtig bunt; selbst die tristen LKA-Büros leuchten in allen Farben. Am schönsten aber sind die übermütigen Details, wenn Maccarone harmlose Momente - eine Küchenschabe krabbelt auf das Baby zu - mit den Mitteln des Horrorfilms inszeniert.“
TV Spielfilm urteilte: „Mit subtilem Witz und fein gestalteten Bildern lässt Regisseurin Angelina Maccarone dieses Biotop wie eine ‚Twin Peaks‘-Außenstelle aussehen. Ein vertrackter Fall mit lebendigen Figuren.“
Die Aufnahme durch den Weser Kurier war verhalten, man sprach von einem nicht sonderlich spannenden Krimi: „Bei der Erstausstrahlung im März 2008 machten rund neun Millionen Zuschauer den nicht sonderlich spannenden Krimi mit Gartenzwerg-Flair zu einem der meistgesehenen Fernsehfilme des Jahres.“